# Pjotr Zima
Pjotr Zima är chef för säkerhetstjänsten SBU i Krim utnämnd 3 mars 2014. 
Zima ska enligt ukrainska myndigheter ha försett den ryska underrättelsetjänsten med upplysningar om aktivister på Krim och Euromajdan. Han hamnade därför under Krimkrisen 2014 på EU:s sanktionslista.